# Норт-Норфолк
Норт-Норфолк (англ. North Norfolk) — муніципалітет в Канаді, у провінції Манітоба.

## Населення
За даними перепису 2016 року, муніципалітет нараховував 3853 особи, показавши зростання на 2,4%, порівняно з 2011-м роком. Середня густина населення становила 3,3 осіб/км².
З офіційних мов обидвома одночасно володіли 95 жителів, тільки англійською — 3 695, а 30 — жодною з них. Усього 950 осіб вважали рідною мовою не одну з офіційних, з них 10 — одну з корінних мов, а 10 — українську.
Працездатне населення становило 66,8% усього населення, рівень безробіття — 4,2% (6,1% серед чоловіків та 1,9% серед жінок). 79,4% осіб були найманими працівниками, а 20,6% — самозайнятими.
Середній дохід на особу становив $40 163 (медіана $30 363), при цьому для чоловіків — $46 803, а для жінок $33 492 (медіани — $39 264 та $24 064 відповідно).
33,6% мешканців мали закінчену шкільну освіту, не мали закінченої шкільної освіти — 29,2%, 37,2% мали післяшкільну освіту, з яких 20,8% мали диплом бакалавра, або вищий.
| Статево-вікова структура населення | Статево-вікова структура населення | Статево-вікова структура населення | Статево-вікова структура населення | Статево-вікова структура населення |
| ---------------------------------- | ---------------------------------- | ---------------------------------- | ---------------------------------- | ---------------------------------- |
|                                    |                                    |                                    |                                    |                                    |
| Всього                             | Всього                             | 51,5%48,5%                         |                                    |                                    |
| 0 — 14 років                       | 0 — 14 років                       |                                    | 22,7%                              | 22,7%                              |
| 15 — 64 років                      | 15 — 64 років                      |                                    | 61,3%                              | 61,3%                              |
| 65 і більше                        | 65 і більше                        |                                    | 16%                                | 16%                                |
| 85 і більше                        | 85 і більше                        |                                    | 2,2%                               | 2,2%                               |
| Середній вік (років)               | Середній вік (років)               | 37,438,8                           | 38,1                               | 38,1                               |
| Медіана (років)                    | Медіана (років)                    | 36,438,4                           | 37,2                               | 37,2                               |
| — чоловіки — жінки                 |                                    |                                    |                                    |                                    |

| Походження мешканців:     | Походження мешканців:     | Походження мешканців: | Походження мешканців: | Походження мешканців: |
| ------------------------- | ------------------------- | --------------------- | --------------------- | --------------------- |
| Походження                |                           |                       | осіб                  | %                     |
| Корінні американці        | Корінні американці        |                       | 215                   | 6.3%                  |
| Інше північноамериканське | Інше північноамериканське |                       | 1 060                 | 31.04%                |
| Європейське               | Європейське               |                       | 2 840                 | 83.16%                |
| британське                | британське                |                       | 1 460                 | 42.75%                |
| французьке                | французьке                |                       | 225                   | 6.59%                 |
| українське                | українське                |                       | 335                   | 9.81%                 |
| Латинськоамериканське     | Латинськоамериканське     |                       | 95                    | 2.78%                 |
| Африканське               | Африканське               |                       | 25                    | 0.73%                 |
| Азійське                  | Азійське                  |                       | 20                    | 0.59%                 |

| Зайнятість населення за галузями (за класифікацією NOC): | Зайнятість населення за галузями (за класифікацією NOC): | Зайнятість населення за галузями (за класифікацією NOC): | Зайнятість населення за галузями (за класифікацією NOC): | Зайнятість населення за галузями (за класифікацією NOC): |
| -------------------------------------------------------- | -------------------------------------------------------- | -------------------------------------------------------- | -------------------------------------------------------- | -------------------------------------------------------- |
|                                                          |                                                          |                                                          |                                                          |                                                          |
| Управління                                               | Управління                                               |                                                          | 17,8%                                                    | 17,8%                                                    |
| Бізнес, фінанси та адміністрування                       | Бізнес, фінанси та адміністрування                       |                                                          | 11,6%                                                    | 11,6%                                                    |
| Природничі та прикладні науки                            | Природничі та прикладні науки                            |                                                          | 2,5%                                                     | 2,5%                                                     |
| Охорона здоров'я                                         | Охорона здоров'я                                         |                                                          | 7,9%                                                     | 7,9%                                                     |
| Освіта, правозахист, муніципальні та урядові служби      | Освіта, правозахист, муніципальні та урядові служби      |                                                          | 10,7%                                                    | 10,7%                                                    |
| Мистецтво, культура, відпочинок та спорт                 | Мистецтво, культура, відпочинок та спорт                 |                                                          | 0,6%                                                     | 0,6%                                                     |
| Роздрібна торгівля та послуги                            | Роздрібна торгівля та послуги                            |                                                          | 15,3%                                                    | 15,3%                                                    |
| Гуртова торгівля, транспорт та обладнання                | Гуртова торгівля, транспорт та обладнання                |                                                          | 20,9%                                                    | 20,9%                                                    |
| Природні ресурси, сільське господарство                  | Природні ресурси, сільське господарство                  |                                                          | 10,2%                                                    | 10,2%                                                    |
| Виробництво                                              | Виробництво                                              |                                                          | 2,8%                                                     | 2,8%                                                     |

## Клімат
Середня річна температура становить 2,5°C, середня максимальна – 23,6°C, а середня мінімальна – -23,9°C. Середня річна кількість опадів – 521 мм.
| Клімат поселення                              | Клімат поселення | Клімат поселення | Клімат поселення | Клімат поселення | Клімат поселення | Клімат поселення | Клімат поселення | Клімат поселення | Клімат поселення | Клімат поселення | Клімат поселення | Клімат поселення | Клімат поселення |
| Показник                                      | Січ.             | Лют.             | Бер.             | Квіт.            | Трав.            | Черв.            | Лип.             | Серп.            | Вер.             | Жовт.            | Лист.            | Груд.            |                  |
| Середній максимум, °C                         | −11,39           | −7,76            | −0,66            | 9,33             | 17,47            | 22,81            | 23,58            | 22,74            | 17,15            | 10,18            | 0,14             | −9,38            |                  |
| Середня температура, °C                       | −17,64           | −14,02           | −6,93            | 3,08             | 11,23            | 16,57            | 19,20            | 18,34            | 12,77            | 5,80             | −4,28            | −13,75           |                  |
| Середній мінімум, °C                          | −23,91           | −20,26           | −13,16           | −3,19            | 4,97             | 10,32            | 14,79            | 13,96            | 8,36             | 1,40             | −8,65            | −18,18           |                  |
| Норма опадів, мм                              | 22               | 18               | 28               | 27               | 63               | 86               | 76               | 61               | 46               | 39               | 27               | 28               |                  |
| Середньомісячна швидкість вітру, м/с          | 4.20             | 4.15             | 4.30             | 4.50             | 4.60             | 4.00             | 3.50             | 3.70             | 4.10             | 4.40             | 4.34             | 4.20             |                  |
| Середньомісячна сонячна радіація, кДж/м²·день | 4203             | 7486             | 12548            | 17195            | 20012            | 21337            | 21945            | 18589            | 12880            | 7734             | 4282             | 3180             |                  |
| --------------------------------------------- | ---------------- | ---------------- | ---------------- | ---------------- | ---------------- | ---------------- | ---------------- | ---------------- | ---------------- | ---------------- | ---------------- | ---------------- | ---------------- |
| Джерело:                                      |                  |                  |                  |                  |                  |                  |                  |                  |                  |                  |                  |                  |                  |